# Oberkassel (Bonn)
Oberkassel (Bonn) este numele unui cartier din zona Beuel a orașului Bonn, Germania, fiind situat pe malul drept al Rinului la marginea masivului Siebengebirge.

## Istoric
Oberkassel este pentru prima oară amintit în documente istorice în anul 1114 sub denumirea Cassela; acest nume poate să provină din cuvântul celt Cassola care înseamnă „mlaștină, smârc, pârâu”. De Oberkassel aparțin așezările: Berghoven (amintit pentru prima dată în anul 873), Büchel (amintit în 1202), Broich (amintit în 1306) și Meerhausen (amintit în 1442).